# 木下悦子
木下 悦子（きのした えつこ、Etsuko Kinoshita）は、日本の女性合気道家。段位は六段。合気会公認 木下道場長。武蔵野大学・非常勤講師（合気道講師）。

## 略歴
- 1996年 - サイパン合気会・副会長
- 1999年 - 日本に帰国
- 2010年 - 東京都合気道連盟・監事。現在、東京都合気道連盟・理事
- 2015年 - 東京都体育協会より『生涯スポーツ功労者』表彰

ほか

## 所属会
- 合気会

ほか